# Forgács Tibor
Forgács Tibor (Hatvan, 1931. január 2. – 1982. augusztus 8.) Jászai Mari-díjas (1971) magyar színész, az egri Gárdonyi Géza Színház alapító tagja.

## Életpályája
1949-től az Ifjúsági Színházban játszott, ezután a József Attila Színházhoz került. Később az egri Gárdonyi Géza, majd a debreceni Csokonai Színház művésze volt. 1954-ben szerzett oklevelet a Színművészeti Akadémián. 1960 és 1963-ban a Miskolci Nemzeti Színház, 1963–1967 között kaposvári Csiky Gergely Színház foglalkoztatta. Ezután öt évig a Kecskeméti Katona József Színházban, két évig pedig a győri Kisfaludy Színházban. Ezt követően Kecskemétre ment vissza újabb öt évre. 1979–1982 között a Békés Megyei Jókai Színház szerződtette. 1982-ben az újonnan létrejött zalaegerszegi Hevesi Sándor Színházban játszott volna, amikor elhunyt. A miskolci rádió bemondója is volt.
Fia Forgács Péter színész, zenész, aki 2011-től a Győri Nemzeti Színház igazgatója.

## Szerepeiből
A Színházi adattárban regisztrált bemutatóinak száma: színész-129; ugyanitt tíz színházi felvételen is látható.
- Ferdinánd (Schiller: Ármány és szerelem);
- Ádám (Madách Imre: Az ember tragédiája);
- Macduff (Shakespeare: Macbeth);
- Puzsér (Molnár Ferenc: Doktor úr);
- Callimaco (Machiavelli: Mandragóra).

## Filmjei
- Keresztelő (1968)
- Őrjárat az égen (1970)
- A transzport (1981)